# Împăratul brutarului

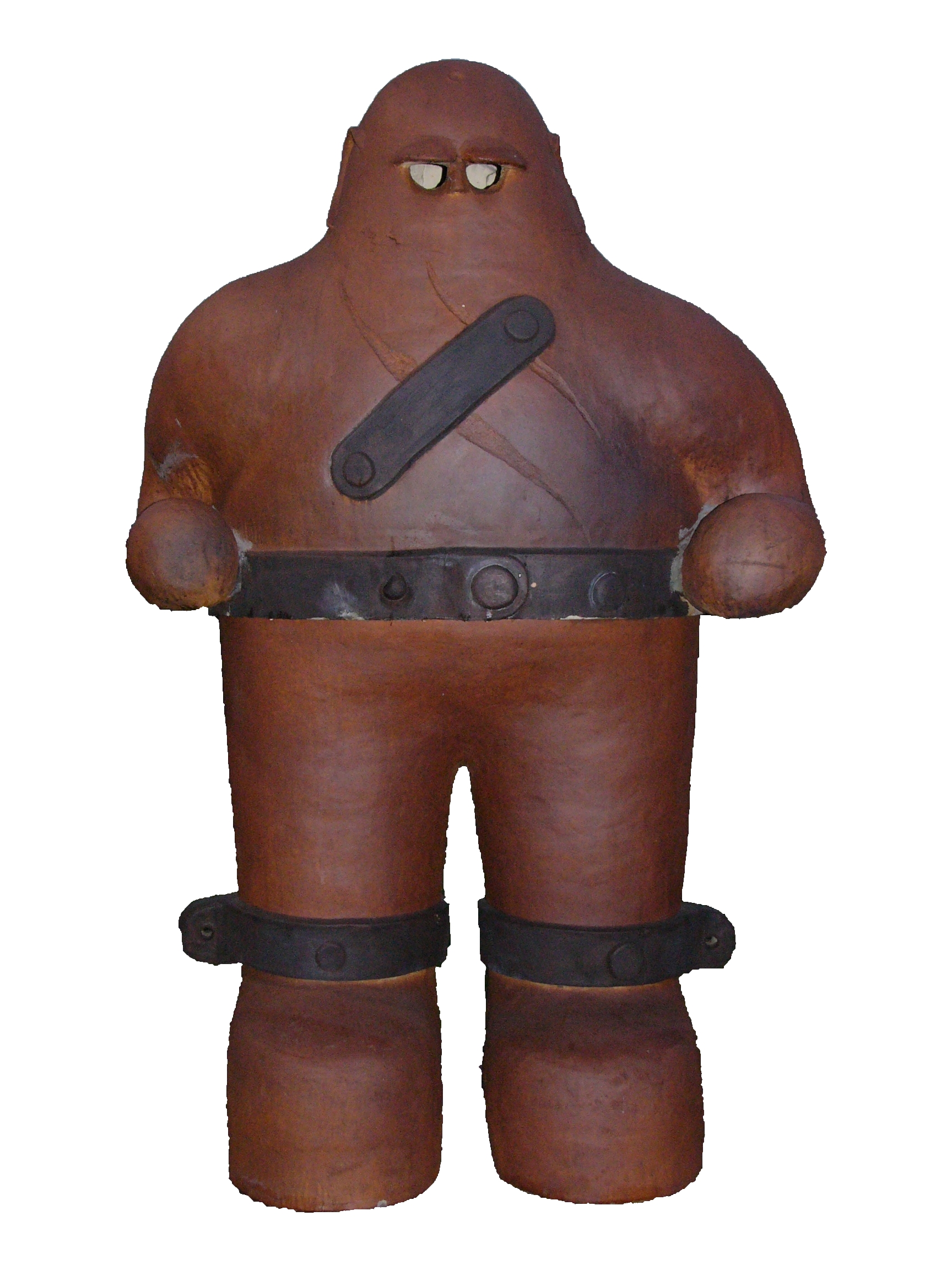
Model al Golemului din film

Împăratul brutarului (titlul original: în cehă  Císaruv pekar - Pekaruv císar), literal Brutarul împăratului și Împăratul brutarului, este un film de comedie și de fantezie cehoslovac în două părți, realizat în 1952 de regizorul Martin Frič, protagoniști fiind actorii Jan Werich, Marie Vášová, Nataša Gollová și Bohuš Záhorský. 
Filmul a fost început de regizorul Jiří Krejčík, dar după neînțelegerile sale cu Jan Werich, a preluat regia Martin Frič.

## Rezumat
Rudolph al II-lea este un împărat bătrân și foarte excentric, a cărui singură obsesie este găsirea Golemului. Refuză să-și asculte consilierii de la curte și cade treptat în crize autodistructive. Mai târziu, îl întâmpină cu entuziasm pe savantul Edward Kelley la Cetatea din Praga, care îi arată laboratorul alchimistului său. Crezând că toți alchimiștii sunt fie șarlatani, fie proști, împăratul comandă să facă pentru el un elixir al tinereții, ceea ce îl determină să îndeplinească un ritual magic pe timp de noapte. În timpul ritualului, ei trec accidental peste Golem, dar acesta nu poate fi trezit fără un mic sul numit shem. Conform explicațiilor date, Golemul trezit se va supune exclusiv persoanei care i-a pus shem-ul pe cap.
Între timp, brutarul Matěj se confruntă cu o mulțime furioasă care cere colaci fără să-i poată cumpăra, deoarece sunt rezervați pentru casa împăratului. Când șeful corupt al brutăriei părăsește clădirea, Matěj împarte chiflele săracilor, ceea ce mai târziu îl duce la întemnițare. În același timp, Kelley își dezvăluie solemn homunculusul numit Sirael, pe care împăratul dorește să-l învețe totul, inclusiv dragostea. Cu toate acestea, Rodolphe nu știe că, în realitate, Sirael este o simplă fată de la țară, Kateřina, care acționează sub constrângerea hipnotică a lui Kelley. Printr-un concurs de împrejurări, Matěj și Kateřina conversează împreună prin orificiile de aerisire, conducte de aer situate între camera lui Kelley și temnițe. Ei ajung să se îndrăgostească fără să se fi văzut.
În laboratorul său, falsul alchimist inventează un elixir al tinereții care este de fapt un amestec de băuturi alcoolice tari și morfiu, în timp ce Matěj evadează din temniță. La rândul său, împăratul bea decoctul și adoarme imediat, înainte ca brutarul să ajungă în camera lui. Slujitorii îl găsesc pe fugar, care seamănă leit cu împăratul în tinerețe. Crezând că elixirul și-a făcut efectul, ei îl confundă cu adevăratul împărat și îl îmbracă în hainele acestuia. După ce se trezește, Rodolphe îl vede în oglindă pe Matěj și îl confundă cu eul său mai tânăr. Emoționați de presupusa lui vigoare nouă, Rodolphe și vechiul său servitor loial se urcă singuri într-o trăsură pentru o excursie la țară pentru a retrăi păcatele tinereții lor. Amanta oficială a împăratului, Contesa Strada, crede și ea că întinerirea a funcționat și bea rămășițele licoarei. Îl stânjenește pe Matěj cu avansurile ei, apoi adoarme. Falsul împărat este îngrozit și confuz și o pune pe un pat etajat, dar decide să-și joace rolul pentru a o găsi pe Kateřina. El îl respinge pe astrologul imperial și minimizează cheltuielile extravagante ale Curții, ascultând sfaturile înțelepte ale consilierilor săi.
În timp ce o caută pe Kateřina, el încearcă de asemenea să-și conducă regatul în mod corect și constată că Kelley este periculos pentru poziția sa, deoarece acesta din urmă știe că elixirul lui nu ar putea funcționa și prin urmare că Matěj nu este adevăratul împărat. Între timp, noul mod de a acționa al falsului Rodolphe este perceput de unii curteni ca slăbiciune sau chiar senilitate. Așa că decid să-l răstoarne cu ajutorul lui Kelley, pentru a obține putere pentru ei înșiși. Vor să folosească Golemul, dar trebuie să găsească shemul pentru a-l folosi. În cele din urmă, Matěj însuși este cel care-l descoperă. Kelley o presează apoi pe Kateřina să-l omoare pe împărat, dar Matěj le dezvăluie tuturor că el nu este Rudolph. Se încearcă apoi să-l captureze pe el și pe Kateřina.
O luptă generală izbucnește între toți membrii Curții și când astrologul căzut obține shem-ul lui Matěj, trezește el Golemul. După câteva crime, Golemul ajunge să nu se mai supună nimănui, pentru că astrologul moare în luptă, Matěj este capturat. În timp ce palatul este distrus de uriașul de piatră, adevăratul împărat se întoarce pentru a cerceta daunele. În cele din urmă, cu ajutorul orășenilor, Matěj a reușit să oprească Golemul și să-i îndepărteze shem-ul. Ulterior, Rudolph se întoarce pe tron după ce Matěj îl convinge să dea Golemul mai degrabă oamenilor, decât să-l folosească în propriile sale scopuri.
În cele din urmă, Golemul este instalat în brutărie și puterea sa este folosită pentru a face mai multe chifle pentru tot poporul.

## Distribuție
- Jan Werich – Împăratul Rudolf al II-lea / brutarul Matěj Kotrba
- Marie Vášová – contesa Catherina Strada
- Nataša Gollová – Kateřina alias Sirael
- Bohuš Záhorský – șambelanul Filip Lang
- Jiří Plachý – Edward Kelley
- Zdeněk Štěpánek – mareșalul Bernard Russworm
- František Filipovský – astrologul curții
- František Černý – alchimistul Jeroným Alessandro Scotta
- Václav Trégl – servitorul personal al împăratului
- Vladimír Leraus – delegatul ungur
- Miloš Nedbal – medicul de Curte
- Bohuš Hradil – Tycho Brahe
- František Holar – comandantul gărzii
- Bohumil Bezouška – pictorul Van Aachen
- Theodor Pištěk – maestrul al burgului
- Lubomír Lipský – alchimist
- Josef Kemr – alchimist
- Miloš Kopecký – alchimist
- Jan Stanislav Kolár – alchimist

## Aprecieri
„ Comedie în două episoade inspirată de o veche legendă cehă, care oferă prilejul unei somptuoase evocări istorice și a unui remarcabil rol dublu pentru Werich. Filmul a făcut o carieră internațională strălucită, rulând și la București cu imens succes. ”—T. Caranfil , Dicționar universal de filme 

## Trivia
Pe lângă versiunea în două părți, din peliculele filmate a fost creată și o versiune de export într-o singură parte cu o durată de 108 minute sub numele Císařův pekař (în română Brutarul împăratului ). Această versiune nu a avut pasajele concentrate ideologic (de exemplu, cântece). Utilizarea filmului pentru export a fost, de asemenea, principalul motiv pentru care pelicula a fost filmată color.